# Avions (pel·lícula)
Avions (títol original en anglès: Planes) és una pel·lícula de comèdia esportiva animada per ordinador en 3D estatunidenca de 2013 produïda per DisneyToon Studios i estrenada per Walt Disney Pictures. Ha estat doblada al català. Dirigida per Klay Hall, és un pel·lícula derivada de la franquícia Cars de Pixar. Tot i no ser produïda per Pixar, la pel·lícula va ser coescrita i produïda per l'executiu de Pixar i l'aleshores director creatiu de Walt Disney Animation Studios, John Lasseter, que va dirigir les dues primeres pel·lícules de Cars. La pel·lícula protagonitza les veus de Dane Cook, Stacy Keach, Priyanka Chopra en el seu debut a Hollywood, Brad Garrett, Teri Hatcher, Danny Mann, Julia Louis-Dreyfus, Roger Craig Smith, John Cleese, Carlos Alazraqui, Sinbad, Val Kilmer i Anthony Edwards. En aquesta pel·lícula, Dusty Crophopper, un avió que fa tot el treball del camp de blat de moro a la ciutat de Propwash Junction, espera tenir el coratge que necessita per complir el seu somni. Vol completar Wings Around the Globe amb avions de carreres, amb l'ajuda de l'aviador naval Skipper Riley (un Chance-Vought F4U Corsair de la Segona Guerra Mundial), que l'entrena, malgrat la seva por a les altures i no estar construït per a les carreres.
Com moltes de les pel·lícules de Disneytoon, Avions es va estrenar inicialment com una pel·lícula directe a vídeo, però, en canvi, es va estrenar a les sales el 9 d'agost de 2013 en els formats Disney Digital 3D i RealD 3D. La pel·lícula va recaptar 239,3 milions de dòlars a tot el món amb un pressupost de 50 milions de dòlars, tot i rebre crítiques negatives de la crítica. Una seqüela, titulada Avions 2: Equip de rescat (títol original en anglès: Planes: Fire & Rescue), es va estrenar als cinemes el 18 de juliol de 2014.